# 2-8-8-8-2

Essieux selon le système 2-8-8-8-2 (avant de la locomotive à gauche)

Selon la classification Whyte (classification américaine), les locomotives de type 2-8-8-8-2 comportent 1 essieu porteur, 3 jeux de 4 essieux moteurs, et 1 essieu porteur. À cause de leur longueur, de telles locomotives doivent être des locomotives articulées. Elles ne sont pas plus longues que des locomotives articulées ordinaire car leur troisième jeu d'essieux moteur est situé sous le tender. Tous les exemplaires construits sont des locomotives Mallet.
Voici leur classification selon d'autres systèmes :
- classification UIC: 1-D-D-D-1 (aussi connue sous les noms de classification allemande ou classification italienne)
- classification française : 140+040+041
- classification turque : 45+44+45
- classification suisse : 4/5+4/4+4/5

Selon la classification UIC particulière aux locomotives Mallet, leur type exact est (1'Do)Do(Do1').
Baldwin Locomotive Works construisit les 3 seuls exemplaires de locomotives de ce type pour la compagnie Erie Railroad entre 1914 et 1916. La première fut appelée Matt H. Shay, du nom d'un employé bien connu de cette ligne. Toutes les 3, ainsi que la seule 2-8-8-8-4 et diverses locomotives électriques de la compagnie Virginian Railway, portent le surnom de "Triplex" à cause de leurs 3 jeux d'essieux moteurs (certaines locomotives à 2 jeux d'essieux moteurs sont surnommées Duplex).

## Aperçu de la mécanique des Triplex
Les Triplex furent construites pour servir de locomotives de pousse (effort de traction important, faible vitesse, courtes distances).
Les cylindres centraux recevaient la vapeur à haute pression. Leur sortie alimentait les autres jeux de cylindres, qui étaient prévus pour recevoir de la vapeur à basse pression. La sortie des cylindres avant allait dans la boîte à fumée, tandis que celle des cylindres arrière alimentait d'abord un réchauffeur d'eau dans le tender, puis était envoyée à l'air libre au travers d'une grosse tubulure visible sur la photo. Comme seule la moitié de la vapeur partait par la boîte à fumée, le tirage du foyer (et par conséquent le chauffage de la chaudière) était de mauvaise qualité. Bien que la chaudière était grosse (comparée aux machines à vapeur à 2 ou 4 cylindres de l'époque), 6 cylindres de grosse taille demandaient plus de vapeur que même cette chaudière pouvait en fournir.
Lors d'un fonctionnement à 6 cylindres au maximum de leur puissance (ce qui ne pouvait durer longtemps), les Triplex fournissaient un effort de traction considérable qui devait être le plus important des locomotives à vapeur de tous les temps. (Westing donne une estimation de 710 kN en mode compound et semble indiquer que c'était le plus important effort de traction d'une locomotive jusqu'en 1916.) Les Triplex peuvent également être considérées comme les plus grandes locomotives-tender jamais construites, puisque le tender comportait aussi des essieux moteurs et contribuait ainsi à l'effort de traction. Le problème de la variation de l'adhérence du tender n'était pas un problème important, du fait que les locomotives de pousse pouvaient souvent être ravitaillées en eau et combustible.

## Modèles réduits
Les Triplex ont été reproduites en HO et en O par MTH Electric Trains. Elles existent dans le catalogue sous les livrées des compagnies Virginian Railway, Erie Railroad et Baltimore and Ohio, bien que seule la compagnie de Erie Railroad en ait jamais possédé, ce qui rend fausses les autres versions.